# WrestleMania
WrestleMania é o maior evento de luta livre existente no mundo, e o principal evento anual em pay-per-view da WWE, que se realiza geralmente entre finais de Março e inícios do mês de Abril. A primeira WrestleMania decorreu em 31 de Março de 1985 no Madison Square Garden em Nova Iorque, e desde então houve 41 edições. O evento foi idealizado pelo proprietário da WWE Vince McMahon.
A WrestleMania é o maior e mais longo evento de wrestling do mundo. Participar no seu evento principal marca o topo da carreira de qualquer wrestler profissional. Muitos fãs da WWE o chama de um dos 'Quatro grandes' (sendo ele o maior dos quatro), por ser um dos quatro PPVs anuais originais da WWE, juntamente com o Royal Rumble, SummerSlam e o Survivor Series.
O sucesso generalizado da WrestleMania ajudou a transformar a indústria do wrestling profissional e fez da WWE, a promoção de wrestling de maior sucesso no mundo. O evento tem facilitado a ascensão ao estrelato de lutadores, incluindo Hulk Hogan, Roddy Piper, Randy Savage, Ultimate Warrior, The Undertaker, Shawn Michaels, Stone Cold Steve Austin, John Cena, Batista, Eddie Guerrero, Rey Mysterio, CM Punk, Triple H , Kane e The Rock. Celebridades como Aretha Franklin, Cyndi Lauper, Muhammad Ali, Mr. T, Alice Cooper, Lawrence Taylor, Pamela Anderson, Mike Tyson, Donald Trump, Floyd Mayweather, Jr., Snoop Dogg e outros participaram ou fizeram participações especiais no evento.
A WrestleMania impulsionou o sucesso mundial da WWE através da mídia, mercadorias e shows. Todos os eventos produzidos foram vendidos dentro de um curto período de tempo, com edições recentes sendo vendidas em poucos minutos. A primeira WrestleMania foi realizada no Madison Square Garden, em Nova York, as edições 10 e 20 também foram realizadas lá. WrestleMania III, no Pontiac Silverdome em Pontiac, Michigan, foi o maior evento esportivo indoor do mundo, com 93.173 fãs presentes. O recorde perdurou até 14 de fevereiro de 2010, quando o NBA All-Star Game quebrou o recorde de evento indoor desportivo, com uma assistência de 108.713 no Cowboys Stadium. Praticamente todas as Wrestlemanias foram realizadas nos EUA, com exceção das WrestleManias VI e X8, que foram produzidas em Toronto, no Canadá.
Em 2020, devido à pandemia de COVID-19, a WWE mudou o local da WrestleMania 36 do Raymond James Stadium para o WWE Performance Center e a proibir a entrada de qualquer fã de modo a prevenir o contágio. Foi também a primeira edição a realizar se em dois dias seguidos, acontecendo em 4 e 5 de abril de 2020.

## Organização
Embora a maioria das Wrestlemanias tenham sido idealizadas em arenas esportivas, há um grande número também daquelas realizadas em estádios de grandes cidades, e são justamente essas que atraíram maior público em toda a história do evento.

### Disputas
As principais lutas da WrestleMania foram sempre pelo WWF Championship, mas com a compra da WCW em 2002, que fez com que o elenco de lutadores duplicasse, o evento passou a ter mais de uma luta principal, que além do agora WWE Championship, também conta com o World Heavyweight Championship, que passou a ser disputado a partir da WrestleMania XIX, como resultado da Brand Extension. Também houve o ECW World Championship como outro título principal disputado, porém, foi disputado apenas na WrestleMania XXIV. Outros fatores que podem determinar uma luta na WrestleMania são disputas por títulos secundários e rixas particulares relacionadas às gimmicks.
Desde 1993, o vencedor do anual Royal Rumble tem o direito a uma luta pelo WWE Championship na WrestleMania do mesmo ano. Com a introdução do World Heavyweight Championship em 2002, o vencedor pode escolher entre os dois. A criação da marca ECW em junho de 2006, deu ao vencedor do Royal Rumble uma terceira opção por título. Esta opção foi disponibilizada a partir de 2007, até que a marca fosse aposentada em 2010.
Na WrestleMania 21, houve a estréia da Money In The Bank Ladder Match. Este luta inclui de 6 a 10 participantes e foram realizadas nas WrestleManias entre 2005 e 2010, antes de se tornarem as lutas características de seu próprio pay-per-view: o Money in the Bank, o qual a WWE incorporou o uso das maletas em duas lutas particulares para o SmackDown e para o Raw. O participante que conquista a pasta suspensa acima do ringue ganha um contrato, o que garante um combate pelo título mundial no momento e lugar que o vencedor escolher por até um ano, incluindo a WrestleMania do ano seguinte.

### Comentaristas
Em cinco das seis primeiras WrestleManias Gorilla Monsoon e Jesse Ventura foram os comentaristas (com excepção WrestleMania 2, que foi dividida entre os três locais e tinha Monsoon, Ventura, e Vince McMahon dividindo os comentarios em cada local), enquanto Bobby Heenan era o repórter. Nas WrestleManias VII e VIII, Monsoon e Heenan foram os comentaristas. Em meados da década de 1990, a equipe de comentaristas foi composta por Vince McMahon, Jim Ross e Jerry "The King" Lawler. Desde a brand extension em 2002, as lutas do Raw tem sido narradas por Ross e Lawler, o SmackDown teve suas lutas narradas por Michael Cole, Tazz, John "Bradshaw" Layfield e Jonathan Coachman, e de 2006 até 2010, as lutas da ECW foram narradas por Joey Styles e Tazz. Na WrestleMania XXV, os três principais comentaristas atuantes desde a brand extension foram usados: Jim Ross, Jerry "The King" Lawler, e Michael Cole. No ano seguinte, Jim Ross foi substituído por Matt Striker na WrestleMania XXVI. Na Wrestlemania XXVII, Jim Ross retornou para comentar, juntamente com Josh Matthews e o novo comentarista do SmackDown Booker T. A mudança repentina de comentários foi devido a luta entre os comentaristas Michael Cole e Jerry "The King" Lawler no evento. Howard Finkel, que é creditado como o homem que teve a ideia de realizar o evento, tem sido o locutor por vários anos e apareceu em todos os eventos, mas desde a brand extension, Lilian Garcia, Tony Chimel e Justin Roberts assumiram seu lugar, sendo locutores de suas respectivas brands.

## Historia

### Anos 80
A World Wrestling Federation idealizou a primeira WrestleMania no dia 31 de março de 1985, no Madison Square Garden, em Nova York. O evento principal foi uma luta tag team entre o WWF champion Hulk Hogan e Mr. T, acompanhado por Jimmy Snuka contra Roddy Piper e Paul Orndorff, que foram acompanhados por Cowboy Bob Orton. O sucesso financeiro e crítico do evento, garantiu o status da companhia como a promoção de maior sucesso nos Estados Unidos, ultrapassando concorrentes como a National Wrestling Alliance e American Wrestling Association.
A WrestleMania 2 foi realizada no ano seguinte e ocorreu em três locais do país. No Nassau Veterans Memorial Coliseum em Uniondale, Nova York, no Rosemont Horizon, em Rosemont, Illinois, e no Los Angeles Memorial Sports Arena em Los Angeles, Califórnia. Cada um deles apresentaram várias lutas que culminaram em um evento principal, como a luta na qual o WWF champion Hulk Hogan derrotou o desafiante King Kong Bundy em uma Steel Cage Match.
O recorde de assistência em um evento indoor de 93.173 fãs foi estabelecido na WrestleMania III, que também teve a maior participação de pagantes na história do wrestling profissional do momento. O evento é amplamente considerado como o auge do boom do wrestling nos anos 80. Para ter certeza de que todos os lugares no Pontiac Silverdome seriam preenchidos, a WWF decidiu excluir o acesso ao pay per view em todo o estado do Michigan, fazendo com que a única maneira para que os fãs de Michigan assistissem ao evento fosse indo até lá. O evento principal contou com Hulk Hogan defendendo seu WWF Championship contra André the Giant, em uma luta vencida por Hogan, que figura entre uma das melhores da história. O outro evento principal foi a luta pelo WWF Intercontinental Championship entre Randy Savage e Ricky Steamboat.
A Wrestlemania IV foi um evento baseado em um torneio para coroar um novo WWF Champion. A segunda rodada do torneio contou com uma revanche do evento principal do ano anterior, entre Hulk Hogan e André the Giant. Na final do torneio, Randy Savage derrotou Ted DiBiase para se coroar o novo WWF Champion. O evento voltou no ano seguinte para Atlantic City, Nova Jersey: a WrestleMania V, na qual Hulk Hogan derrotou Randy Savage para ganhar o WWF Championship, o qual Savage tinha ganho no mesmo evento do ano anterior.

### Anos 90
A primeira WrestleMania a acontecer fora dos Estados Unidos foi a WrestleMania VI, que foi realizada no SkyDome, em Toronto, Ontário, no Canadá. No evento principal, The Ultimate Warrior ganhou o WWF Championship de Hulk Hogan. No ano seguinte, o evento voltou para os Estados Unidos: a WrestleMania VII, que foi originalmente programada para ser realizada ao ar livre no Los Angeles Memorial Coliseum, mas que foi transferido para o interior de Los Angeles, por razões de segurança, relacionadas com a Guerra do Golfo. O evento principal envolveu Hulk Hogan contra Sgt. Slaughter pelo WWF Championship, enquanto The Undertaker fez sua estréia na WrestleMania, derrotando Jimmy Snuka. Desde então, Undertaker tem sido invicto em todas as suas lutas na WrestleMania. A próxima edição, WrestleMania VIII, foi realizada na Hoosier Dome, com "Macho Man" Randy Savage derrotando Ric Flair pelo WWF Championship e Hulk Hogan derrotando Sid Justice eu uma luta sem desqualificações.

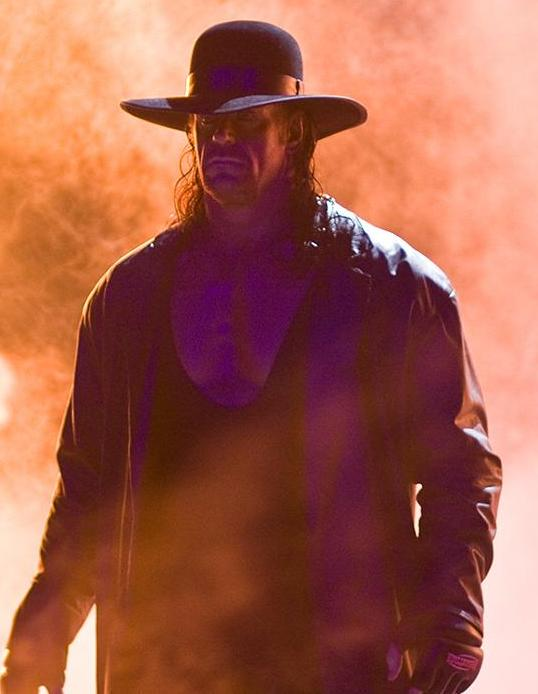
Undertaker, uma das lendas do evento, tinha uma streak de 21 vitórias e nenhuma derrota, na Wrestlemania XXX, perdeu para Brock lesnar.

A WrestleMania IX foi a primeira WrestleMania realizada em um local ao ar livre. Também foi a primeira e única vez na história que o título da WWF mudou de mão duas vezes no mesmo evento. Yokozuna derrotou Bret Hart para se tornar o WWF Champion, apenas para perdê-lo para Hulk Hogan 128 segundos depois. A décima edição do evento, a WrestleMania X, teve seu retorno ao Madison Square Garden. O evento contou com Owen Hart derrotando o seu irmão mais velho, Bret. Também houve uma Ladder Match pelo WWF Intercontinental Championship, na qual Razor Ramon derrotou Shawn Michaels. Bret Hart, que foi derrotado anteriormente, ganhou o título de Yokozuna no evento principal. Bret é o único lutador na história da Wrestlemania a perder seu título em uma WrestleMania e voltar a ganhar o mesmo somente na outra. Na Wrestlemania XII, Shawn Michaels derrotou Bret Hart para ganhar o WWF Championship em uma Iron Man Match de 60 minutos. A luta é considerada como uma das melhores da história do evento. No ano seguinte, na Wrestlemania 13, houve a primeira Submission Match entre Bret Hart e Stone Cold Steve Austin, que recebeu o status de "A luta mais tecnica da história". Também no evento, The Undertaker ganhou seu segundo WWF Championship após derrotar Sycho Sid no evento principal.
Na WrestleMania XIV, Stone Cold Steve Austin derrotou Shawn Michaels para se tornar o novo WWF Champion, em uma luta que contou com Mike Tyson como árbitro especial. Apesar de Tyson no início estar aliado a Shawn Michaels e sua stable D-Generation X, ele revelou depois estar aliado a Austin o tempo todo, quando ele pessoalmente contou o pinfall e declarou Austin vencedor. The Undertaker e Kane lutaram pela primeira vez neste evento, onde Undertaker venceu. O evento tornou-se conhecido por iniciar a "Attitude Era". No ano seguinte, na WrestleMania XV, Austin derrotou The Rock para recuperar o WWF Championship. O evento contou com a primeira das três lutas na WrestleMania entre Steve Austin e The Rock, na rivalidade das duas estrelas mais importantes e populares da Attitude Era.

### Anos 2000
A WrestleMania 2000 contou com a primeira triangle ladder match pelo WWF Tag Team Championship, envolvendo os Hardy Boys, os Dudley Boys e Edge e Christian. O evento principal contou com o WWF Champion Triple H defendendo com sucesso seu título em uma Fatal-4-way match contra outros três adversários: The Rock, The Big Show e Mick Foley.
Na Wrestlemania X-Seven, Stone Cold Steve Austin derrotou The Rock e recuperou o WWF Championship. O evento também contou com uma Street Fight Match entre Vince McMahon e seu filho Shane McMahon, enquanto Edge e Christian retiveram o WWF Tag Team Championship contra os Hardy Boyz e Dudley Boyz na segunda Tabbles, ladders & chairs Match (TLC) da história. O evento foi o auge do boom do wrestling dos anos 90, concluindo a Attitude Era. Foi também a primeira WrestleMania realizada após a dissolução do maior rival da empresa: a World Championship Wrestling (WCW) e as Monday Night Wars. A WrestleMania X8 foi a última WrestleMania a ser produzida sob o nome WWF, sendo referida após o evento como WWE. O evento principal contou com Triple H derrotando Chris Jericho para conquistar o WWF Undisputed Championship. Steve Austin, The Rock e The Undertaker derrotaram Scott Hall com Kevin Nash, Hulk Hogan e Ric Flair, respectivamente, sendo todos os que tinham voltado a empresa depois de suas passagens pela WCW. A WrestleMania XIX caracterizou-se por ter ocorrido nela a última luta de Steve Austin em sua carreira, que foi contra The Rock, pela terceira vez na WrestleMania, terminando a sua rivalidade de longa duração. Hulk Hogan derrotou Vince McMahon e Shawn Michaels participou de sua primeira WrestleMania em cinco anos, derrotando Chris Jericho. O World Heavyweight Championship foi defendido pela primeira vez no evento, com Triple H retendo o mesmo contra Booker T, enquanto Brock Lesnar derrotou Kurt Angle para conquistar o WWE Championship.
A World Wrestling Entertainment comemorou a vigésima edição da WrestleMania, no Madison Square Garden com a WrestleMania XX. O evento contou com The Undertaker (que voltou com a sua gimmick de "Deadman") derrotando Kane (que na época não utilizava mais sua máscara) e disputas pelo World Heavyweight Championship e WWE Championship, com vitórias de Chris Benoit e Eddie Guerrero, respectivamente. O evento também contou com Rock 'n' Sock Connection (The Rock e Mick Foley) contra Batista, Randy Orton e Ric Flair da stable Evolution, em uma Handicap match, a qual foi a última luta de The Rock em um período de sete anos. Steve Austin retornou a WWE por uma noite como árbitro convidado em uma luta entre Brock Lesnar (que voltaria para a empresa, oito anos depois) e Bill Goldberg. O WWE Hall of Fame foi reintroduzido com um show de indução anual realizada na noite anterior à WrestleMania.

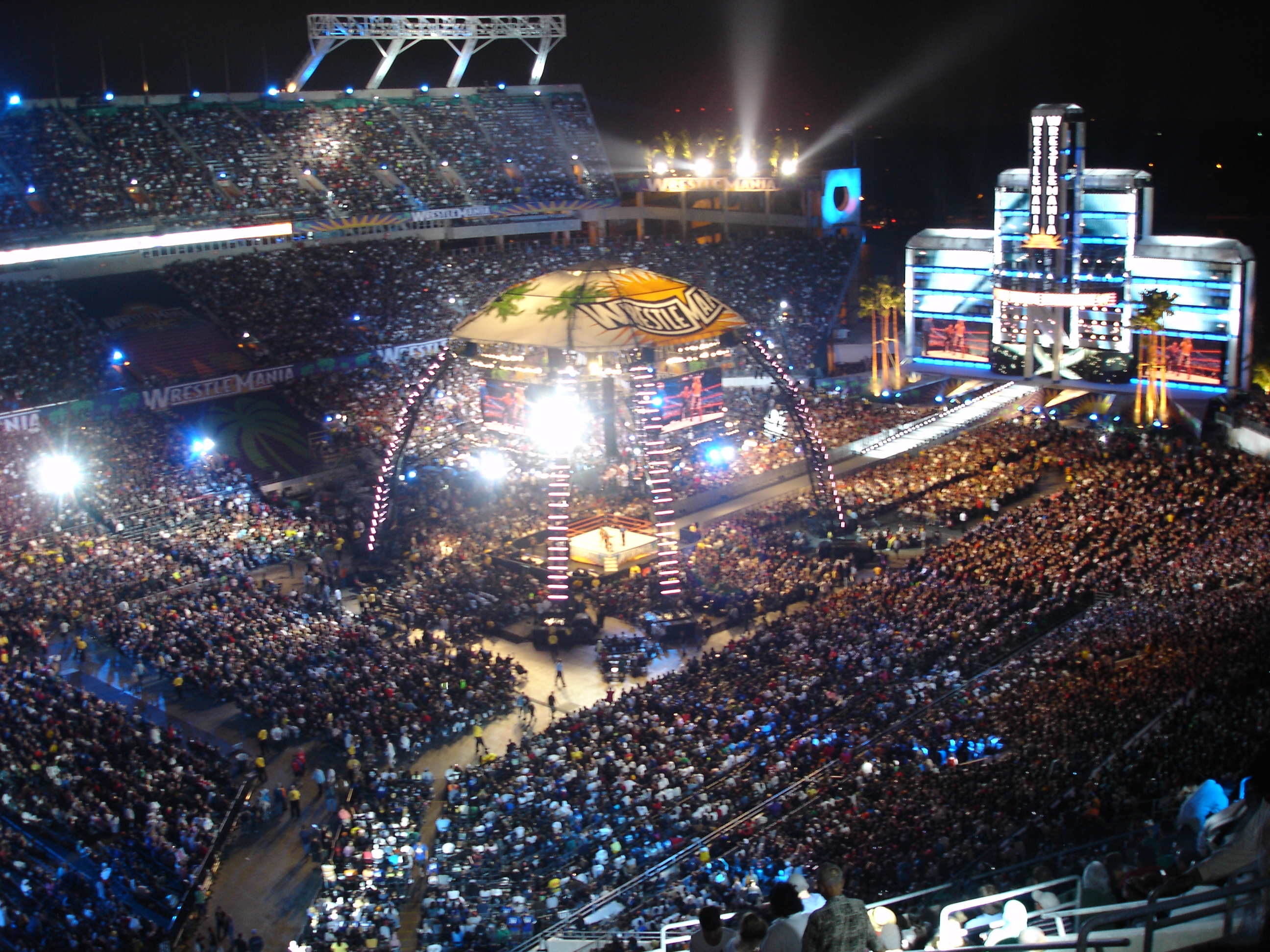
Assistência recorde de 74.635 fãs na WrestleMania XXIV

Na WrestleMania 21, a Money In The Bank Ladder Match foi introduzida como uma ladder match de seis homens, que contou com uma maleta suspensa acima do ringue, contendo um contrato que garantia ao vencedor desafiar o campeão mundial por seu título, em qualquer hora e lugar de sua escolha, dentro de um período de uma ano, até a WrestleMania do ano seguinte. Nos eventos principais, o WWE Championship e o World Heavyweight Championship foram conquistados por John Cena e Batista, respectivamente, derrotando John "Bradshaw" Layfield e Triple H em suas respectivas lutas. O evento também contou com o retorno de Stone Cold Steve Austin após um hiato de um ano, enquanto Kurt Angle derrotou Shawn Michaels em uma partida altamente técnica. A Money In The Bank Ladder Match também foi realizada na Wrestlemania 22, que também contou com John Cena retendo seu WWE Champioship contra Triple H. Na Wrestlemania 23, a Money in The Bank Ladder Match expandiu para incluir oito homens e incluiria estrelas da marca ECW. John Cena reteve seu título da WWE, tanto a WrestleMania 22 quanto na 23, enquanto os mesmos eventos teriam Rey Mysterio e The Undertaker ganhando o World Heavyweight Championship, respectivamente. Representando Donald Trump, o ECW World Champion Bobby Lashley derrotou o Campeão Intercontinental da WWE Umaga, que representou Vince McMahon, em uma partida anunciada como "a batalha dos bilionários", e arbitrada por Stone Cold Steve Austin na WrestleMania 23.
Na Wrestlemania XXIV, Shawn Michaels derrotou Ric Flair em uma partida altamente aclamada, enquanto a Money in The Bank Ladder Match incluiu sete participantes de todas as três brands. O ECW World Championship foi defendido pela única vez em um evento na WrestleMania, quando Kane surgiu como o novo campeão, derrotando Chavo Guerrero em um recorde de 8 segundos, enquanto Randy Orton reteve o seu WWE Championship e The Undertaker venceu o seu World Heavyweight Championship, pelo segundo ano consecutivo, derrotando Edge. Em um encontro que contou com cobertura de grande mídia, o campeão mundial de boxe Floyd Mayweather, Jr., derrotou The Big Show. O evento foi a segunda WrestleMania a ser realizada em um local ao ar livre. A WrestleMania XXV consistiu em Chris Jericho ter derrotado os WWE Hall of Famers Roddy Piper, Jimmy Snuka, e Ricky Steamboat em uma luta que contou com participações de Ric Flair e do ator Mickey Rourke. Shawn Michaels tentou sem sucesso acabar com a streak de Undertaker na WrestleMania, em uma luta sensacional, e o WWE Intercontinental Championship foi defendido no evento pela primeira vez desde a WrestleMania X8, com Rey Mysterio derrotando John "Bradshaw" Layfield. John Cena derrotou Edge para ganhar o World Heavyweight Championship em uma luta que também envolveu The Big Show, enquanto Triple H manteve o seu WWE Championship contra Randy Orton.

### 2014-presente
Na WrestleMania XXVI, a carreira de Shawn Michaels chegou ao fim, devido a estipulações antes de sua luta contra Undertaker, para quem perdeu também no ano anterior. O evento também contou com John Cena ganhando o WWE Championship e Chris Jericho retendo o World Heavyweight Championship. No evento, Bret Hart retornou a WWE depois de mais de 12 anos após o controverso Montreal Screwjob, lutando contra Vince McMahon, o qual venceu em uma No holds barred match, com os membros da família Hart presentes.

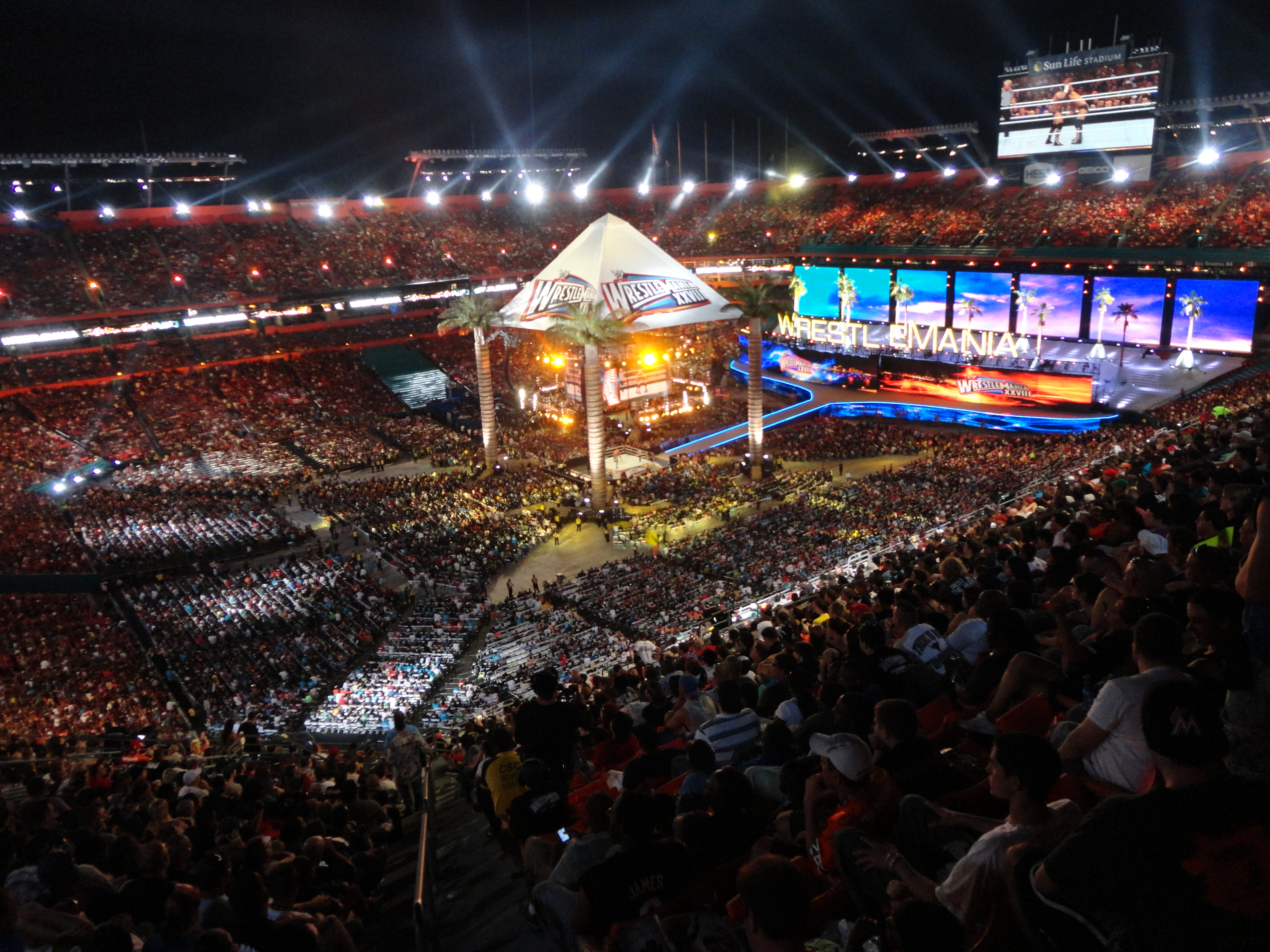
Assistência recorde de 78.363 fãs no Sun Life Stadium durante a WrestleMania XXVIII

A Wrestlemania XXVII contou com o retorno de outra lenda da empresa: The Rock, após um hiato de sete anos, para ser o apresentador do evento. Trish Stratus competiu em sua primeira WrestleMania desde a vigésima segunda edição, em parceria com John Morrison e Nicole "Snooki" Polizzi para derrotar LayCool e Dolph Ziggler. Os locutores de longa data da WWE: Michael Cole e Jerry Lawler lutaram em um combate arbitrado por Stone Cold Steve Austin, enquanto Triple H falhou em sua tentativa de vingar a perda de Shawn Michaels para Undertaker um ano antes. Esta foi a primeira WrestleMania na história em que tanto o World Heavyweight Champion e WWE Champion foram capazes de manter com sucesso os seus títulos. O World Heavyweight Champion Edge derrotou o desafiante Alberto Del Rio, no que seria a última luta de Edge antes de sua aposentadoria, em 11 de abril, e The Rock encerrou o evento após ajudar The Miz a derrotar John Cena, o fazendo reter assim o seu WWE Championship. Este incidente iria resultar no principal evento da WrestleMania do ano seguinte.
A WrestleMania XXVIII teve quatro lutas no evento principal. A primeira foi pelo World Heavyweight Championship, onde Sheamus derrotou Daniel Bryan para tomar seu título em 18 segundos. Na segunda delas, The Undertaker derrotou Triple H em uma Hell in a Cell, arbitrada pelo WWE Hall of Famer Shawn Michaels, ampliando sua streak na Wrestlemania para 20-0. A terceira consistiu em CM Punk retendo o seu WWE Championship contra Chris Jericho, por submissão. E no evento principal da noite, The Rock derrotou John Cena em uma luta anúnciada como "Once in a Lifetime" match. Esse evento foi o mais comprado pay-per-view de wrestling da história, ultrapassando o recorde anteriormente detido pela WrestleMania 23.

## Celebridades Envolvidas
Ao longo dos anos, a WrestleMania tem apresentado muitas celebridades com diferentes níveis de envolvimento. O evento principal da primeira WrestleMania apresentou várias celebridades junto com os lutadores. Billy Mays atuou como apresentador de ringue com Liberace como cronometrista, e Muhammad Ali como árbitro. Mr. T competiu no evento principal ao lado do seu parceiro de tag team, Hulk Hogan. A WrestleMania 2 apresentou uma 20-man Battle Royal com vários jogadores da NFL contra lutadores da WWF, enquanto Lawrence Taylor enfrentou Bam Bam Bigelow na WrestleMania XI. Mike Tyson apareceu na WrestleMania XIV como o convidado especial e árbitro para a luta pelo WWF Championship entre Shawn Michaels e Steve Austin, enquanto o boxeador profissional Butterbean foi desafiado para uma luta de boxe por Bart Gunn na WrestleMania XV. Nas WrestleManias XIV, XV e 2000, Pete Rose se envolveu em uma pequena rivalidade com Kane, que se tornava uma piada com cada aparição sua, terminando com Rose recebendo um Tombstone Piledriver e um Chokeslam de Kane. The Big Show enfrentou Akebono em uma luta de sumô na WrestleMania 21 e lutou contra o boxeador profissional Floyd Mayweather, Jr. no Wrestlemania XXIV.
O evento também contou com apresentações musicais ao vivo. Ray Charles, Aretha Franklin, Gladys Knight, Willie Nelson, Reba McEntire, Little Richard, Boyz II Men, Ashanti, Boys Choir of Harlem, Michelle Williams, John Legend, Nicole Scherzinger, Fantasia Barrino, e Keri Hilson cantaram "America the Beautiful" antes do evento. Robert Goulet cantou "The Canada" na WrestleMania VI. Artistas como Motörhead, Limp Bizkit, Saliva, Run-DMC, Salt-n-Pepa, Ice-T, Drowning Pool, Flo Rida, P.O.D., e Kid Rock também realizaram performances ao vivo dos temas de entradas de alguns lutadores.

## Wrestlemania Fan Axxess
Em 1999, a WWF realizou o seu primeiro evento de pré-WrestleMania, ocorrendo no dia 27 de março de 1999. WrestleMania Page Rage, como era conhecido, foi televisionado ao vivo na Rede EUA as 22:00 - 23:00 (EST). O evento era para ser realizada no Pennsylvania Convention Center. A ideia do evento foi para celebrar a WrestleMania final do milênio.
No ano seguinte, o WWF realizou seu primeiro evento WrestleMania Axxess no Anaheim Convention Center, expandindo a ideia das festas da WrestleMania Page Rage. O evento contou com contratações de autógrafos e lembranças para homenageados do Hall of Fame da WWE. Houve também atividades onde os fãs poderiam entrar um ringue de luta e comentar um combate de wrestling. Em 2001, a WrestleMania Axxess foi realizada no Salão Reliant, que expandiu o evento adicionando numerosas atividades, incluindo áreas onde os participantes podiam comprar mercadorias especiais. A partir de 2002, A WrestleMania Axxess seria estendida para um evento de três dias (14-16 março) e seria realizada na Exposição Nacional do Canada The three-day event included similar activities to that of the one day line-up.

## Eventos
| Evento               | Data                     | Cidade                                                            | Local                                            | Evento Principal |
| -------------------- | ------------------------ | ----------------------------------------------------------------- | ------------------------------------------------ | --- |
| WrestleMania         | 31 de março de 1985      | Nova Iorque, Nova Iorque                                          | Madison Square Garden                            | Hulk Hogan e Mr. T vs. Roddy Piper e Paul Orndorff |
| WrestleMania 2       | 7 de abril de 1986       | Uniondale, Nova Iorque Rosemont, Illinois Los Angeles, Califórnia | Nassau Coliseum Rosemont Horizon LA Sports Arena | Mr. T vs. Roddy Piper em uma Boxing match Battle Royal entre superstars da WWF e atletas da NFL Hulk Hogan (c) vs. King Kong Bundy em uma Steel Cage match pelo WWF Championship                                                                                       |
| WrestleMania III     | 29 de março de 1987      | Pontiac, Michigan                                                 | Pontiac Silverdome                               | Hulk Hogan (c) vs. André the Giant pelo WWF Championship |
| WrestleMania IV      | 27 de março de 1988      | Atlantic City, Nova Jersey                                        | Trump Plaza                                      | Hulk Hogan vs. André The Giant[Nota 2] Randy Savage vs. Ted DiBiase em um torneio pelo vago WWF Championship |
| WrestleMania V       | 2 de abril de 1989       | Atlantic City, Nova Jersey                                        | Trump Plaza                                      | Randy Savage (c) vs. Hulk Hogan pelo WWF Championship |
| WrestleMania VI      | 1 de abril de 1990       | Toronto, Ontário                                                  | SkyDome                                          | Hulk Hogan vs. The Ultimate Warrior pelo WWF e Intercontinental Championships |
| WrestleMania VII     | 24 de março de 1991      | Los Angeles, Califórnia                                           | LA Sports Arena                                  | Sgt. Slaughter (c) vs. Hulk Hogan pelo WWF Championship |
| WrestleMania VIII    | 5 de abril de 1992       | Indianapolis, Indiana                                             | Hoosier Dome                                     | Ric Flair (c) vs. Randy Savage pelo WWF Championship Hulk Hogan vs. Sycho Sid |
| WrestleMania IX      | 4 de abril de 1993       | Las Vegas, Nevada                                                 | Caesars Palace                                   | Bret Hart (c) vs. Yokozuna pelo WWF Championship[Nota 3] Yokozuna (c) vs. Hulk Hogan pelo WWF Championship[Nota 3] |
| WrestleMania X       | 20 de março de 1994      | Nova Iorque, Nova Iorque                                          | Madison Square Garden                            | Yokozuna (c) vs. Lex Luger pelo WWF Championship[Nota 4] Yokozuna (c) vs. Bret Hart pelo WWF Championship |
| WrestleMania XI      | 2 de abril de 1995       | Hartford, Connecticut                                             | Hartford Civic Center                            | Diesel (c) vs. Shawn Michaels pelo WWF Championship Lawrence Taylor vs. Bam Bam Bigelow |
| WrestleMania XII     | 31 de março de 1996      | Anaheim, Califórnia                                               | Arrowhead Pond                                   | Bret Hart (c) vs. Shawn Michaels em uma Iron Man Match pelo WWF Championship |
| WrestleMania 13      | 23 de março de 1997      | Rosemont, Illinois                                                | Rosemont Horizon                                 | Bret Hart vs. Steve Austin em uma Submission Match[Nota 2] Sycho Sid (c) vs. The Undertaker em uma No Disqualification Match pelo WWF Championship |
| WrestleMania XIV     | 29 de março de 1998      | Boston, Massachusetts                                             | FleetCenter                                      | Kane vs. The Undertaker[Nota 2] Shawn Michaels (c) vs. Steve Austin pelo WWF Championship |
| WrestleMania XV      | 28 de março de 1999      | Filadélfia, Pensilvânia                                           | First Union Center                               | The Rock (c) vs. Steve Austin in a No Disqualification Match pelo WWF Championship/>The Undertaker vs The Big Boss Man em uma Hell in a Cell |
| WrestleMania 2000    | 2 de abril de 2000       | Anaheim, Califórnia                                               | Arrowhead Pond                                   | Triple H (c) vs. The Rock vs. Big Show vs. Mick Foley em uma Fatal 4 Way Elimination Match pelo WWF Championship |
| WrestleMania X-Seven | 1 de abril de 2001       | Houston, Texas                                                    | Astrodome                                        | The Rock (c) vs. Steve Austin em uma No Disqualification match pelo WWF Championship/>The Undertaker vs Triple H em uma No Disqualification Match |
| WrestleMania X8      | 17 de março de 2002      | Toronto, Ontario                                                  | SkyDome                                          | The Rock vs Hollywood Hulk Hogan[Nota 2] Chris Jericho (c) vs. Triple H pelo Undisputed Championship |
| WrestleMania XIX     | 30 de março de 2003      | Seattle, Washington                                               | Safeco Field                                     | Triple H (c) vs. Booker T pelo World Heavyweight Championship[Nota 1] Hulk Hogan vs. Vince McMahon em uma Street Fight Match [Nota 2] The Rock vs. Steve Austin[Nota 2] Kurt Angle (c) vs. Brock Lesnar pelo WWE Championship                                          |
| WrestleMania XX      | 14 de março de 2004      | Nova Iorque, Nova Iorque                                          | Madison Square Garden                            | Brock Lesnar vs. Goldberg[Nota 2] Kane vs. Undertaker[Nota 2] Eddie Guerrero (c) vs. Kurt Angle pelo WWE Championship Triple H (c) vs. Chris Benoit vs. Shawn Michaels pelo World Heavyweight Championship                                                             |
| WrestleMania 21      | 3 de abril de 2005       | Los Angeles, Califórnia                                           | Staples Center                                   | John "Bradshaw" Layfield (c) vs. John Cena pelo WWE Championship Triple H (c) vs. Batista pelo World Heavyweight Championship |
| WrestleMania 22      | 2 de abril de 2006       | Rosemont, Illinois                                                | Allstate Arena                                   | Kurt Angle (c) vs. Rey Mysterio vs. Randy Orton pelo World Heavyweight Championship John Cena (c) vs. Triple H pelo WWE Championship |
| WrestleMania 23      | 1 de abril de 2007       | Detroit, Michigan                                                 | Ford Field                                       | Batista (c) vs. The Undertaker pelo World Heavyweight Championship Bobby Lashley (for Donald Trump) vs. Umaga (for Vince McMahon) em uma Hair vs. Hair Match[Nota 2] John Cena (c) vs. Shawn Michaels pelo WWE Championship                                            |
| WrestleMania XXIV    | 30 de março de 2008      | Orlando, Flórida                                                  | Citrus Bowl                                      | Chavo Guerrero (c) vs. Kane pelo ECW Championship[Nota 1] Randy Orton (c) vs. John Cena vs. Triple H pelo WWE Championship Floyd Mayweather, Jr. vs. Big Show em uma No Disqualification Match[Nota 2] Edge (c) vs. The Undertaker pelo World Heavyweight Championship |
| WrestleMania XXV     | 5 de abril de 2009       | Houston, Texas                                                    | Reliant Stadium                                  | The Undertaker vs Shawn Michaels[Nota 2] Edge (c) vs. John Cena vs. Big Show pelo World Heavyweight Championship Triple H (c) vs. Randy Orton pelo WWE Championship |
| WrestleMania XXVI    | 28 de março de 2010      | Glendale, Arizona                                                 | University of Phoenix Stadium                    | Vince McMahon vs. Bret Hart em uma No Holds Barred Match [Nota 2] Chris Jericho (c) vs. Edge pelo World Heavyweight Championship Batista (c) vs. John Cena pelo WWE Championship The Undertaker vs. Shawn Michaels em uma Streak vs Career Match[Nota 2]               |
| WrestleMania XXVII   | 3 de abril de 2011       | Atlanta, Geórgia                                                  | Georgia Dome                                     | Edge (c) vs. Alberto Del Rio pelo World Heavyweight Championship The Undertaker vs. Triple H em uma No Holds Barred Match[Nota 2] The Miz (c) vs. John Cena pelo WWE Championship                                                                                      |
| WrestleMania XXVIII  | 1 de abril de 2012       | Miami, Flórida                                                    | Sun Life Stadium                                 | Daniel Bryan (c) vs. Sheamus pelo World Heavyweight Championship The Undertaker vs. Triple H em uma Hell in a Cell Match[Nota 2] CM Punk (c) vs Chris Jericho pelo WWE Championship The Rock vs. John Cena[Nota 2]                                                     |
| WrestleMania 29      | 7 de abril de 2013       | East Rutherford, Nova Jersey                                      | MetLife Stadium                                  | Alberto Del Rio (c) vs. Jack Swagger pelo World Havyweight Championship The Undertaker vs CM Punk Triple H vs Brock Lesnar em uma No Holds Barred Match The Rock (c) vs. John Cena pelo WWE Championship                                                               |
| WrestleMania XXX     | 6 de abril de 2014       | Nova Orleãs, Luisiana                                             | Mercedes-Benz Superdome                          | The Undertaker vs Brock Lesnar Daniel Bryan vs Batista vs Randy Orton pelo WWE World Heavyweight Championship. |
| WrestleMania 31      | 29 de março de 2015      | Santa Clara, Califórnia                                           | Levi's Stadium                                   | Brock Lesnar (c) vs. Roman Reigns vs. Seth Rollins pelo WWE World Heavyweight Championship. |
| WrestleMania 32      | 3 de abril de 2016       | Arlington, Texas                                                  | AT&T Stadium                                     | Triple H (c) vs. Roman Reigns pelo WWE World Heavyweight Championship. |
| WrestleMania 33      | 2 de abril de 2017       | Orlando, Flórida                                                  | Camping World Stadium                            | Randy Orton vs. Bray Wyatt pelo WWE Championship Goldberg vs. Brock Lesnar pelo WWE Universal Championship The Undertaker vs. Roman Reigns |
| WrestleMania 34      | 8 de abril de 2018       | Nova Orleãs, Luisiana                                             | Mercedes-Benz Superdome                          | AJ Styles vs. Shinsuke Nakamura pelo WWE Championship. Brock Lesnar vs. Roman Reigns pelo WWE Universal Championship. |
| WrestleMania 35      | 7 de abril de 2019       | East Rutherford, Nova Jersey                                      | MetLife Stadium                                  | Daniel Bryan (c) vs. Kofi Kingston pelo WWE Championship. Brock Lesnar (c) vs. Seth Rollins pelo WWE Universal Championship. Ronda Rousey (c) vs. Becky Lynch vs Charlotte Flair pelo WWE Raw Women's Championship.                                                    |
| WrestleMania 36      | 4 e 5 de abril de 2020   | Orlando, Flórida                                                  | WWE Performance Center                           | The Undertaker vs. AJ Styles em um Boneyard Match. Brock Lesnar(c) vs. Drew McIntyre pelo WWE Championship. |
| WrestleMania 37      | 10 e 11 de abril de 2021 | Tampa, Flórida                                                    | Raymond James Stadium                            | Sasha Banks (c) vs. Bianca Belair pelo WWE SmackDown Women's Championship Roman Reigns (c) vs. Edge vs. Daniel Bryan em uma Triple Threat match pelo WWE Universal Championship                                                                                        |
| WrestleMania 38      | 2 e 3 de abril de 2022   | Arlington, Texas                                                  | AT&T Stadium                                     | Kevin Owens vs. Stone Cold Steve Austin em uma No Holds Barred match Brock Lesnar (WWE Champion) vs. Roman Reigns (WWE Universal Champion) em uma Winner Takes All match                                                                                               |
| WrestleMania 39      | 1 e 2 de abril de 2023   | Inglewood, Califórnia                                             | SoFi Stadium                                     | The Usos (Jey Uso e Jimmy Uso) (c) vs. Kevin Owens e Sami Zayn pelo Undisputed WWE Tag Team Championship Roman Reigns (c) vs. Cody Rhodes pelo Undisputed WWE Universal Championship                                                                                   |
| WrestleMania XL      | 6 e 7 de abril de 2024   | Filadélfia, Pensilvânia                                           | Lincoln Financial Field                          | The Rock e Roman Reigns vs. Cody Rhodes e Seth "Freakin" Rollins Roman Reigns (c) vs. Cody Rhodes pelo Undisputed WWE Universal Championship |
| WrestleMania 41      | 19 e 20 de abril de 2025 | Paradise, Nevada                                                  | Allegiant Stadium                                | Roman Reigns vs. CM Punk vs. Seth Rollins Cody Rhodes (c) vs. John Cena pelo Undisputed WWE Championship |
| WrestleMania 42      | 18 e 19 de Abril de 2026 | Paradise, Nevada                                                  | Allegiant Stadium                                | |